# 布鲁赫米尔巴赫-米绍
布鲁赫米尔巴赫-米绍（德語：Bruchmühlbach-Miesau，發音：[ˈbʁʊxˌmyːlbax ˈmiːzaʊ]）是德国莱茵兰-普法尔茨州凯撒斯劳滕县的市镇，面积26.85平方千米，2023年12月31日人口为8,222人。